# June Arnold
June Fairfax Arnold, född Davis 27 oktober 1926 i Greenville i South Carolina, död 11 mars 1982 i Houston, var en amerikansk författare.
Arnold skrev bland annat böckerna Applesauce (1966), Sister Gin (1975) och The Cook and the Carpenter (1973), vilken är skriven ett könsneutralt personligt pronomen, na, i förhoppning om att läsaren förstår vilka karaktärer som är kvinnliga och vilka som är manliga. Hon var medgrundare av det feministiska bokförlaget Daughters, Inc.